# Adrian Quist
Adrian Karl Quist (23. ledna 1913 Medindie – 17. listopadu 1991 Sydney) byl australský tenista. Pocházel z rodiny dánských přistěhovalců a byl synem kriketisty Karla Quista.
Ve své kariéře vyhrál 46 turnajů s bilancí 517 vítězných zápasů proti 147 porážkám. Získal sedmnáct grandslamových titulů – tři ve dvouhře a čtrnáct ve čtyřhře. Na Australian Open vyhrál čtyřhru desetkrát po sobě (v letech 1936 až 1950 včetně válečné přestávky). Za daviscupový tým Austrálie hrál v letech 1933 až 1948, vyhrál 24 utkání ve dvouhře a 19 ve čtyřhře, v roce 1939 přispěl k zisku trofeje a v letech 1936, 1938, 1946 a 1948 byl finalistou. V roce 1939 byl podle Daily Telegraphu třetím nejlepším tenistou světa.
Za druhé světové války bojoval v řadách australské armády. Po ukončení kariéry pracoval ve firmě Dunlop Sport a přispíval do novin The Sydney Morning Herald. V roce 1984 se stal členem Mezinárodní tenisové síně slávy.

## Grandslamová vítězství
- 1935: French Open čtyřhra (s Jackem Crawfordem), Wimbledon čtyřhra (s Jackem Crawfordem)
- 1936: Australian Open dvouhra i čtyřhra (s Donem Turnbullem)
- 1937: Australian Open čtyřhra (s Donem Turnbullem)
- 1938: Australian Open čtyřhra (s Johnem Bromwichem)
- 1939: Australian Open čtyřhra (s Johnem Bromwichem), US Open čtyřhra (s Johnem Bromwichem)
- 1940: Australian Open dvouhra i čtyřhra (s Johnem Bromwichem)
- 1946: Australian Open čtyřhra (s Johnem Bromwichem)
- 1947: Australian Open čtyřhra (s Johnem Bromwichem)
- 1948: Australian Open dvouhra i čtyřhra (s Johnem Bromwichem)
- 1949: Australian Open čtyřhra (s Johnem Bromwichem)
- 1950: Australian Open čtyřhra (s Johnem Bromwichem), Wimbledon čtyřhra (s Johnem Bromwichem)